# 新加登鎮區 (印地安納州韋恩縣)
新加登鎮區（英語：New Garden Township）是位於美國印地安納州韋恩縣的一個行政鎮區。

## 地方資料
根據2010年美國人口普查的數據，新加登鎮區的面積為60.60平方千米，當中陸地面積為60.50平方千米，而水域面積為0.10平方千米。當地共有人口1977人，而人口密度為每平方千米32.62人。